# المعهد الأعلى للحضارة الإسلامية
المعهد الأعلى للحضارة الإسلاميّة هو أحد مؤسسات التعليم العالي بتونس ويعود بالنظر إلى جامعة الزيتونة. كان في القديم خاصا بالطلبة الأجانب لكن بعد الثورة التونسية أصبح يقبل الطلبة التونسيين أيضا. ويوجد بساحة معقل الزعيم بالعاصمة في مواجهة جامعة الزيتونة.

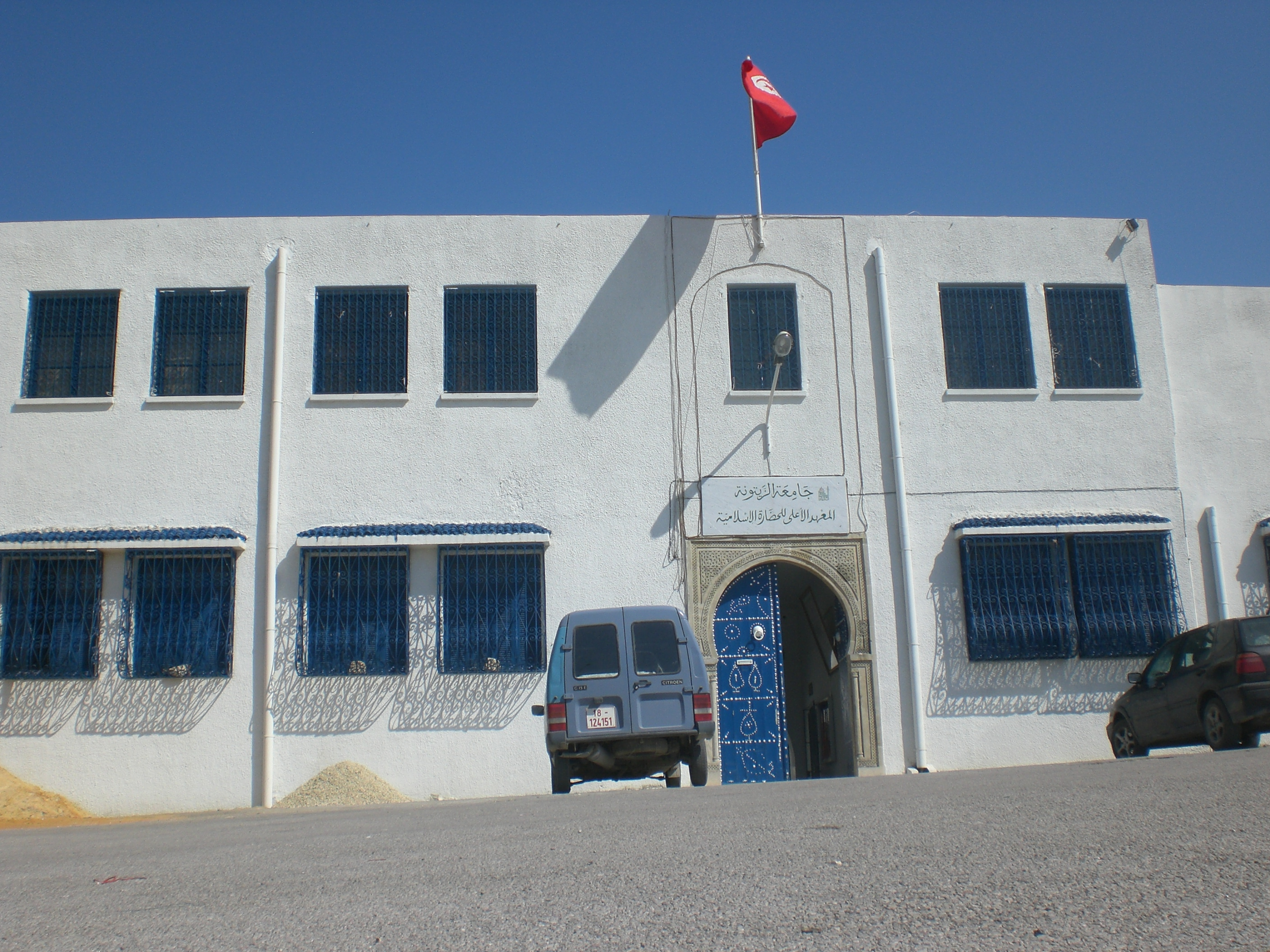
مدخل المعهد الأعلى للحضارة الإسلامية

1. 1 2  وصلة مرجع: http://mes.tn.
2. ↑  وصلة مرجع: https://mes.tn.